# William Schnabel
Pour les articles homonymes, voir Schnabel.
William Schnabel, né le 22 octobre 1949 à Sacramento, est enseignant-chercheur associé au laboratoire IDEA (Interdisciplinarité dans les études anglophones) de l'université de Lorraine.
Ses domaines de recherche sont la littérature et la civilisation américaines, et les littératures de l'imaginaire (fantastique et science-fiction principalement), avec une prédilection pour l'écrivain américain H. P. Lovecraft à qui il a consacré sa thèse et dont il analyse les œuvres selon une perspective essentiellement sociétale et biographique. Il est présenté comme un "prof (...) (qui) enseigne le conspirationnisme".
Il a dirigé durant plusieurs années le GERF (Groupe d'Étude et de Recherche sur le Fantastique) de l'Université Stendhal-Grenoble 3 initié en 1984 par Jean Marigny.

## Écrits sur l’imaginaire
William Schnabel a publié plusieurs ouvrages sur H.P. Lovecraft, un auteur fantastique américain qu’il a découvert très jeune, mais il a aussi publié de nombreux textes se rapportant à d’autres écrivains comme Joyce Carol Oates, N. Scott Momaday, Bram Stoker, Mary Shelley, Edgar Poe, Claude Seignolle, Stephen King, William Blatty, Dean Koontz, Dino Buzzati, Fritz Leiber, Michael Crichton, Jérôme Leroy, Jules Verne, George Orwell, ou Kim Stanley Robinson.
Fantastique : Voix et visions aborde les thèmes principaux du fantastique – du diable aux monstres grecs, en passant par Frankenstein, les vampires, les doubles, la possession, le grotesque, le mythe de Cthulhu.
Lovecraft : Le sens de la race traite du racisme de Lovecraft qui s’inscrit dans l’aire historique de l’entre-deux-guerres. L’ouvrage met en parallèle son imaginaire et son idéologie – Lovecraft vouait une admiration aveugle à Mussolini et à Hitler.
Lovecraft et ses doubles aborde le thème fantastique du double dans la fiction de l’écrivain, une conception bipartite de l’être, à la fois l’autre et le soi, l’étranger très intime et le monstre familier capable de se déployer sans aucune entrave et hors de toute censure.

## Écrits socio-historiques
Les Années soixante, édition entièrement revue et augmentée, fait revivre l’épopée historique et culturelle de cette décennie, abordant les sujets clés de cette période comme la guerre froide, la guerre du Vietnam, la lutte pour les droits civiques, le mouvement pour la liberté d’expression, la contreculture, le consumérisme, l’art et la culture, le cinéma, la SDS et les Weathermen.

## Critiques
Les avis sur les essais lovecraftiens de William Schnabel sont partagés. Certains amateurs de Lovecraft lui reprochent une approche biaisée, partiale, reposant essentiellement sur une analyse freudienne sommaire quand d'autres considèrent par exemple Lovecraft: Histoire d'un gentleman raciste (2003) l'un des meilleurs essais jamais publiés sur le sujet.
Dans ses analyses littéraires de Lovecraft, William Schnabel s’appuie sur la correspondance lovecraftienne publiée par la maison d’édition Arkham à Sauk City, Wisconsin, alors que la plupart des lecteurs et « critiques » français n’ont pas étudié ces lettres. En réalité, les analyses lovecraftiennes de William Schnabel ne sont que partiellement fondées sur la psychanalyse car il utilise la biographie de Lovecraft mais aussi le contexte socio-historique, les mythes, l’intertextualité littéraire, l’ethnologie et la symbolique.

## Controverse
Le 8 avril 2010, lors d'une conférence à l'Université de Lorraine, William Schnabel a remis en cause la version officielle des Attentats du 11 septembre, s’appuyant, notamment, sur les "recherches" de David Ray Griffin, Jim Marrs, du conspirationniste Thierry Meyssan et de Niels H. Harrit. Le 10 avril 2010, l’Est républicain a révélé cette négation des attentats dans un article intitulé "Le prof de Nancy 2 enseigne le conspirationnisme".
Le Professeur Schnabel a écrit une lettre et un courriel à la rédaction du journal, réclamant un droit de réponse, mais il n’a, à ce jour, jamais obtenu de réponse.

## Enseignement
William Schnabel a soutenu une thèse de doctorat nouveau régime le 16 décembre 1995, à l’Université Toulouse–Le Mirail, intitulée Les Monstres familiers de H.P. Lovecraft : une analyse des images tératologiques dans la vie et l’œuvre de H.P. Lovecraft. De 1996 à juin 2006, il a été Maître de conférences à l’Université Stendhal-Grenoble 3. Depuis septembre 2006, il est Professeur des universités à l’Université Nancy 2, devenue l’Université de Lorraine.

## Livres publiés
- Les Monstres familiers de H.P. Lovecraft : une analyse des images tératologiques dans la vie et l’œuvre de H.P. Lovecraft, Presses Universitaires du Septentrion, Villeneuve d’Ascq, 1997.  (ISBN 9782284002192)
- Masques dans le miroir : le double lovecraftien, La Clef d'Argent, 2002, 171 p.  (ISBN 9782908254358)
- Lovecraft: histoire d'un gentleman raciste, La Clef d'Argent, 2003, 123 p.  (ISBN 9782908254402)
- Fantastique: voix et visions, Le Diable ermite, 2010, 367 p.  (ISBN 9782919405008); rééd. 2011, 299 p.  (ISBN 9782919405015)
- Lovecraft: le sens de la race, Le Diable ermite, 2011, 222 p.  (ISBN 9782919405022)
- Les années soixante, Le Diable ermite, 2012, 191 p.  (ISBN 9782919405039)
- Lovecraft et ses doubles, Le Diable Ermite, 2013, 138 p.  (ISBN 9782919405046)
- Les Années soixante, 2e éd. revue et augmentée, Le Diable Ermite, 2014.  (ISBN 9782919405053)

## Liste sommaire d'articles[1]
- « Conservation et innovation dans House Made of Dawn de Momaday », Conservation et innovation, CREA (Centre de recherches d’études Anglophones) n° 11, Université Stendhal-Grenoble 3, 1999, p. 47-67.
- « Dioscuri and the Self’s Monstrous Double », Para-doxa, Studies in World Literary Genres, volume 5, numéros 13-14, Seattle, 2000, p. 226-244.
- « Dystopie française : Jérôme Leroy » in IRIS / Les Cahiers du Gerf : Le fantastique francophone, n° 26, Université Stendhal-Grenoble 3, 2004, p. 343-349.
- Introduction pour IRIS / Les Cahiers du Gerf : Jules Verne, Université Stendhal-Grenoble 3, 2005, p. 5-12.
- « Christine de Stephen King ou la machine infernale dans le jardin américain », Automobile et Littérature, Presses Universitaires de Perpignan, 2005, p. 189-204.
- « Democracy in an Electronic Age, »  Liberté / Libertés, Liberty / Liberties, GRAAT, Presses Universitaires François Rabelais, 2005, p. 163-178.
- « Science-Fiction », Le Dictionnaire du corps en sciences humaines et sociales, sous la direction de Bernard Andrieu, CNRS Éditions, 2006, p. 459-460.
- « Les Français passés au crible par le Web américain », La France dans le regard des États-unis, Presses Universitaires de Perpignan, 2006, p. 123-145.
- « Les corps tératologiques dans la mythologie grecque », Le Corps dans les Cultures méditerranéennes, Presses Universitaires de Perpignan, juin 2007, p. 127-142.
- « Océania », « Arkham », « Mars la rouge » in Dictionnaire des lieux et pays mythiques, Robert Laffont, « Bouquins », 13 octobre 2011, 1344 p.
- « Du sport et de la propagande, ou la persuasion insidieuse »,  Sport et imaginaire, Presses universitaires de la Méditerranée, 4e trimestre, 2013, p. 171-191.